# 服部茂幸
服部 茂幸（はっとり しげゆき、1964年（昭和39年）6月9日 - ）は、日本の経済学者。専門は数理経済学、マクロ経済学、貨幣経済学。同志社大学商学部教授。博士（経済学） (京都大学、1996年)。大阪府出身。

## 略歴
- 1988年　京都大学経済学部経済学科卒業
- 1993年　奈良産業大学経済学部専任講師
- 1996年　博士（経済学） (京都大学)　論文名　「ポスト=ケインジアンの経済学における所得分配と経済成長」
- 1996年　奈良産業大学経済学部助教授
- 2001年　福井県立大学経済学部助教授
- 2007年　福井県立大学経済学部教授
- 2016年　同志社大学商学部教授

## 著書
- 『所得分配と経済成長 : ポスト=ケインジアンの経済学』（千倉書房  1996年6月 ISBN 4805175001）
- 『貨幣と銀行－貨幣理論の再検討』（日本経済評論社 2007年10月 ISBN 9784818819573）
- 『金融政策の誤算－日本の経験とサブプライム金融危機』（NTT出版 2008年12月 ISBN 9784757122277）
- 『進化経済学の諸潮流』（八木紀一郎、江頭進と共編）（日本経済評論社 2011年1月 ISBN 9784818821347）
- 『日本の失敗を後追いするアメリカ―「デフレ不況」の危機』（NTT出版  2011年6月 ISBN 9784757122741）
- 『危機・不安定性・資本主義: ハイマン・ミンスキーの経済学』（ミネルヴァ書房 2012年12月 ISBN 9784623064625）
- 『アベノミクスの終焉』（岩波新書 2014年8月 ISBN 9784004314950）